# 古蕨屬
古蕨屬（學名：Archaeopteris），又名古羊齒屬，是一屬已滅絕的樹狀植物，具有蕨類型的葉片。生存於晚泥盆紀至早石炭纪。其化石分布於全世界，是有用的指相化石。古蕨屬的發現，加強了真蕨綱和裸子植物之間在系統發育上的聯繫，它們可能在之後演化成最早的裸子植物。
古蕨的學名"Archaeopteris"是來自於古希臘文ἀρχαῖος（archaīos，意指「古代」），以及另一希臘字πτέρις（ptéris，意指「蕨類」）。

## 特徵

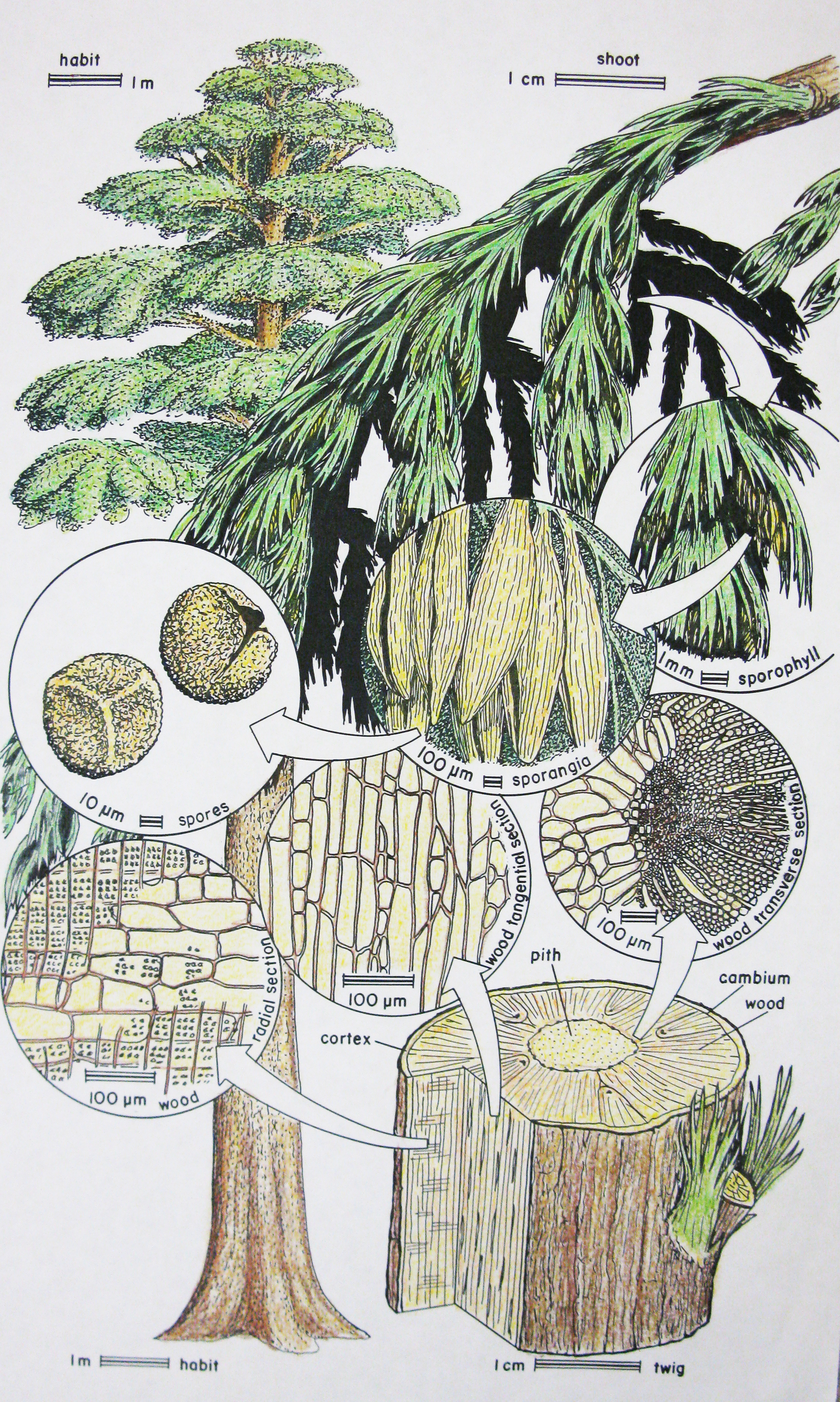
Archaeopteris macilenta的復原圖

古蕨結合了木本樹木和草本蕨類的特徵，具有類似裸子植物的木質樹幹，卻利用孢子繁殖，而非種子。它們的植株外觀看似一顆頭重腳輕的聖誕樹，能長到大約30米的高度，某些物種的樹幹直徑超過1.5米。樹冠由大片的二回羽狀複葉組成，在一個平面上排列著羽片狀的小葉，孢子囊著生在小葉的軸上，孢子異型。

## 棲地

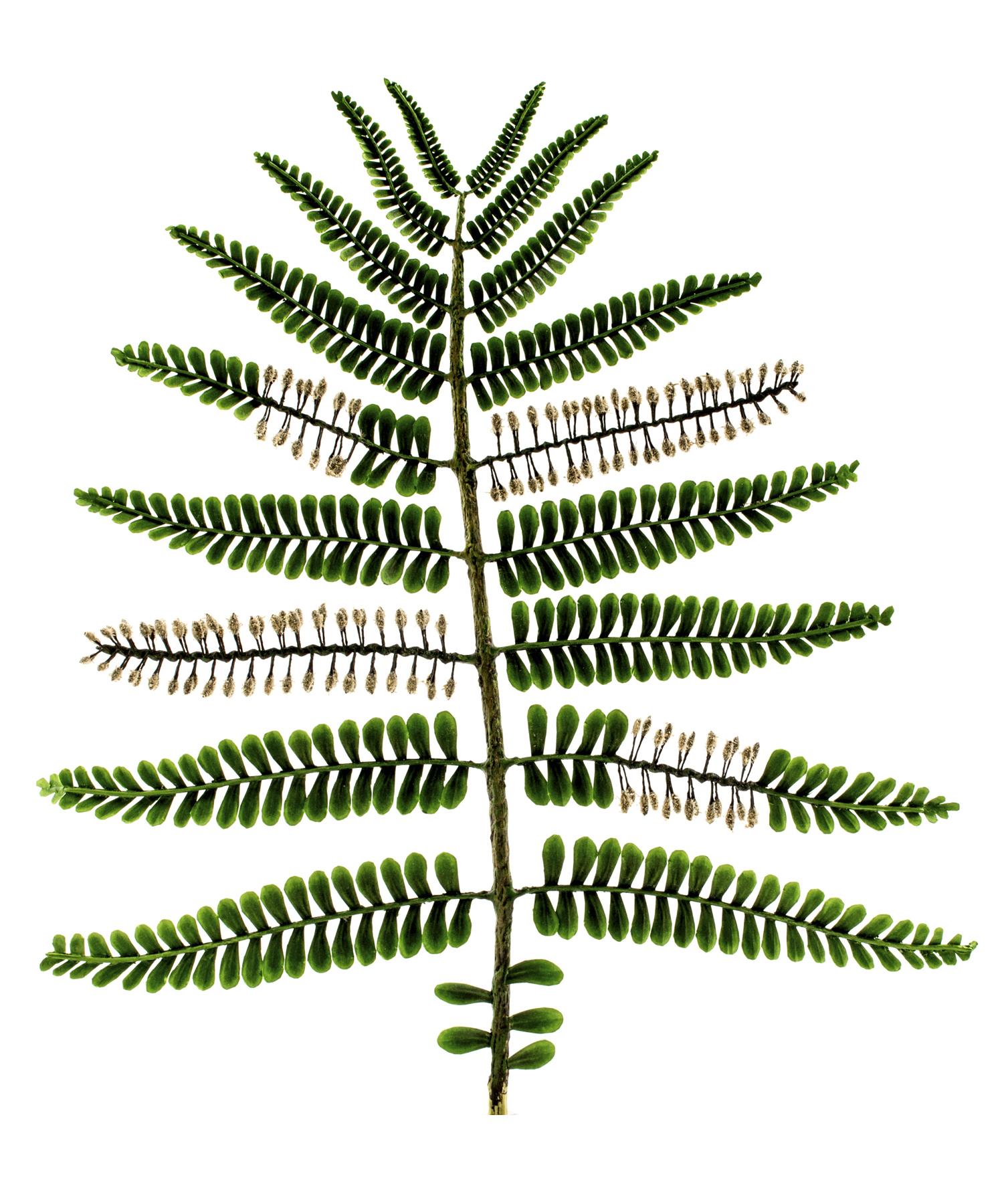
古蕨葉片的重建圖

古蕨喜生長於潮濕的土壤中，如氾濫平原或河濱等地，為古生代早期森林冠層植被的重要組成物種。維吉尼亞理工學院暨州立大學生物學和地質科學教授史蒂芬·謝克勒（Stephen Scheckler）曾說：「在古蕨出現在地球上後，他們很快地成為地球上的主要樹種之一，幾乎所有可居住的陸地區域都能發現此類植物。」
謝克勒認為，古蕨在改變環境的方面發揮了重要的作用。「它們的殘枝敗葉滋養了溪流，是淡水魚類演化發展的一個主要因素，其數量和品種都在那個時期爆發性地增加，影響了其他海洋生態系統的演變。古蕨也是第一個發展出廣泛地下根系的植物，因此對土壤中的化學作用產生了深遠的影響。一旦這些生態系統發生變化，它們便會不斷發生改變。這是一次性的事情。」
古蕨可能在泥盆紀時期對地球的氣候轉變發揮了作用，並在進入石炭紀不久後的短時間內滅絕。

## 物種
- Archaeopteris fissilis
- Archaeopteris halliana
- Archaeopteris hibernica
- Archaeopteris macilenta
- Archaeopteris obtusa